# Nick Carter va tout casser
Pour plus de détails, voir Fiche technique et Distribution.
Nick Carter va tout casser est un film franco-italien réalisé par Henri Decoin, sorti en 1964.

## Synopsis
Nick Carter rencontre le savant Fromentin, qui redoute l'intervention des gangs désireux de s'approprier ses inventions. 
Après avoir échappé à plusieurs attentats, Nick se rend compte que c'est l'entourage proche du savant qui complote contre lui.

## Fiche technique
- Titre : Nick Carter va tout casser
- Réalisation : Henri Decoin
- Scénario : Jean Marcillac, André Haguet, André Legrand, Richard Heinz et Robert Braun d'après le personnage Nick Carter de John R. Coryell
- Directeurs de la photographie : Lucien Joulin et Henri Persin
- Monteur : Charles Bretoneiche
- Musique : Pierick Houdy
- Bagarres réglées par Claude Carliez et son équipe
- Genre : policier
- Pays d'origine :  France /  Italie
- Date de sortie : 1964
- Affiche : Guy-Gérard Noël (France)

## Distribution
- Eddie Constantine : Nick Carter
- Daphné Dayle : Catherine
- Paul Frankeur : Antonio
- Yvonne Monlaur : Mireille
- Valéry Inkijinoff : Li-Hang
- Barbara Sommers : Gladys
- Maurice Rousselin : Colibri
- Mitsouko : la Chinoise
- Margo Lion : Marie-Jeanne
- Jean-Paul Moulinot : Fromentin
- André Valmy : Inspecteur Daumale
- Charles Belmont : Bruno
- Gil Delamare : homme de main de Li-Hang
- Yvan Chiffre : homme de main de Li-Hang
- Antoine Baud : homme de main de Li-Hang
- Jean-Pierre Janic : homme de main de Li-Hang
- André Cagnard : homme de main de Li-Hang
- Eric Vasberg : homme de main de Li-Hang